# Westow
Westow ist ein Dorf und zugleich ein Civil Parish in der englischen Unitary Authority North Yorkshire.
Als Sohn jüdischer Emigranten wurde dort der deutsche Schriftsteller und Regisseur Thomas Brasch (1945–2001) geboren.